# 厕三
廁三（γ Lep）是星座天兔座中的一顆恆星，位於廁二的東南部和廁四的西南部。它足夠明亮，視星等3.587等，可以用肉眼看到。根據從地球看到的年週視差112.02 mas，估計其與太陽的距離為29光年。它有一顆自行的夥伴，是屬於天龍座BY型變星，視星等6.28等的天兔座AK。兩顆星的視角分離95″，可以用雙筒望遠鏡很好的分辨出來。 它們是大熊座移動星群的成員
廁三是一顆恆星分類F6V的F型主序星。 它比太陽大，半徑太陽半徑的1.2倍，質量是太陽質量的1.3倍。這顆恆星大約有13億年的歷史，並且自轉週期約為六天。根據其恆星特徵和與地球的距離，廁三被納入美國國家航空暨太空總署的類地行星發現者任務的高優先順序目標。已經檢測到它有紅外過量，但沒有觀察到任何內容。

## 外部連結
- Overview on Gamma Leporis （页面存档备份，存于）
- NASA NStars Database
- Stellar Database （页面存档备份，存于）